# Augusto César Sandino
Augusto César Sandino, född 18 maj 1895 i Niquinohomo, Masaya i Nicaragua, död 21 februari 1934 i huvudstaden Managua. Sandino var en nicaraguansk revolutionär och frontfigur i upproret mot USA 1927 och 1933. Han var starkt influerad av syndikalism, vilket märks i valet av färger i revolutionsflaggan, rött och svart.
Sandino mördades 1934 på order av generalen Anastasio Somoza García, som senare skulle grunda den ökända Somoza-diktaturen i landet. Sandiniströrelsen, som grundades 1961, tog sitt namn efter honom. 1979 lyckades Sandinisterna störta Somoza-diktaturen som styrt Nicaragua sedan 1936. 